# Нумушда
Нимушда — шумерский бог, покровитель города Казаллу.
Считается, что был сыном бога Нанны.
В мифе «Женитьба Марту» рассказывается о том как на один большой праздник, проходивший в городе Инаб, пришёл Нимушда с женой и дочерью. Там покровителя Казаллы поджидали более сильные, чем он противники (угрожавшие своими действиями его чести). Лишь благодаря вмешательству Марту, победивших всех противников, Нимушда одержал победу. В награду за поддержку покровитель Казаллы предлагал Марте лазурит и серебро. Но тот потребовал руки дочери Нимушды — Адар-кибуг (Adjar-kidug ??) .
Адар-кибуг вышла замуж за неотесанного бога Марту и сделала его цивилизованным.
Белицкий приводит версию ученых, что Нимушда стал сыном бога Нанны только после того, как правители третьей династии Ура подчинили Казаллу. Неизвестно, где жил Марту, но его отождествляют с Амурру предком амореев в одноименной стране.